# 笹井一愛
笹井 一愛（ささい ちなり、2004年10月12日 - ）は、神奈川県横浜市出身の女子サッカー選手。ノジマステラ神奈川相模原所属。ポジションはフォワード。女子サッカー選手の笹井優愛は実妹。

## 来歴

### ユース
2017年にノジマステラ神奈川相模原のアカデミーであるアヴェニーレ（U-15）に入団。カテゴリーをあげたドゥーエ（U-18）在籍時の2022年9月9日に育成組織TOP可選手としてトップチームに登録され、2022年10月30日のサンフレッチェ広島レジーナ戦でWEリーグデビュー。

### シニア
2023年からトップチームに昇格した。

### 代表
2024年8月31日から行われる2024 FIFA U-20女子ワールドカップに出場するU-20日本女子代表に選出された。

## 人物
先天性難聴を抱えながら、試合中も補聴器を装着しながらプレーする。

## 個人成績

### クラブ
| 国内大会個人成績 | 国内大会個人成績   | 国内大会個人成績 | 国内大会個人成績 | 国内大会個人成績 | 国内大会個人成績 | 国内大会個人成績 | 国内大会個人成績 | 国内大会個人成績 | 国内大会個人成績 | 国内大会個人成績 | 国内大会個人成績 |
| 年度             | クラブ             | 背番号           | リーグ           | リーグ戦         | リーグ戦         | リーグ杯         | リーグ杯         | オープン杯       | オープン杯       | 期間通算         | 期間通算         |
| 年度             | クラブ             | 背番号           | リーグ           | 出場             | 得点             | 出場             | 得点             | 出場             | 得点             | 出場             | 得点             |
| 日本             | 日本               | 日本             | 日本             | リーグ戦         | リーグ戦         | リーグ杯         | リーグ杯         | 皇后杯           | 皇后杯           | 期間通算         | 期間通算         |
| ---------------- | ------------------ | ---------------- | ---------------- | ---------------- | ---------------- | ---------------- | ---------------- | ---------------- | ---------------- | ---------------- | ---------------- |
| 2022-23          | ノジマステラ相模原 | 28               | WE               | 17               | 3                | 1                | 0                | -                | -                | 18               | 3                |
| 2023-24          | ノジマステラ相模原 | 19               | WE               | 18               | 1                | 5                | 0                | 1                | 0                | 24               | 1                |
| 2024-25          | ノジマステラ相模原 | 19               | WE               |                  |                  | 2                | 0                | 1                | 0                | 3                | 0                |
| 通算             | 日本               | 日本             | 1部              | 35               | 4                | 8                | 0                | 2                | 0                | 45               | 4                |
| 総通算           | 総通算             | 総通算           | 総通算           | 35               | 4                | 8                | 0                | 2                | 0                | 45               | 4                |

1. ↑  育成組織TOP可選手

- WEリーグ
  - 初出場 - 2022年10月30日 第2節 サンフレッチェ広島レジーナ戦 (広島広域公園第一球技場)[3]
  - 初得点 - 2022年12月3日 第5節 マイナビ仙台レディース戦 (相模原ギオンスタジアム)[3]

### 代表

#### 主な出場大会
- U-20日本女子代表
  - 2024年 - 2024 FIFA U-20女子ワールドカップ[5]